# 벌교초등학교 해도분교
벌교초등학교 해도분교는 전라남도 보성군 벌교읍 해도길 65-19에 있었던 초등학교 분교이다.

## 연혁
- 1963.07.31. 설립 인가
- 1964.03.17. 장도국민학교 해도분교 개교
- 1970.02.16. 제1회 졸업생 11명(남 8명, 여 3명)
- 2006.09.01. 벌교초등학교로 통폐합